# Warren Feeney
Warren Feeney (Belfast, 17 gennaio 1981) è un allenatore di calcio ed ex calciatore nordirlandese, di ruolo attaccante.

## Palmarès

### Allenatore

#### Competizioni nazionali
- Vtora profesionalna futbolna liga: 1

Pirin Blagoevgrad: 2020-2021